# Ananya Panday
Ananya Panday (in marathi अनन्या पांडे; Mumbai, 30 ottobre 1998) è un'attrice indiana.

## Biografia
Ananya ha fatto il suo debutto nel mondo del cinema nel 2019 con il film Student of the Year 2, in cui ha interpretato il ruolo di Shreya Randhawa, e ha continuato a ottenere successo con la commedia Pati Patni Aur Woh nello stesso anno. Queste interpretazioni le hanno permesso di vincere il Filmfare Award per il miglior debutto femminile.

### Vita privata
Ananya è la figlia dell'attore di Bollywood Chunky Panday e della costumista Bhavana Pandey. Ha una sorella minore di nome Rysa Pandey.
Ha avuto relazioni con gli attori Ishaan Khatter e Kartik Aaryan, attualmente è legata con Aditya Roy Kapur.

## Filmografia

### Cinema
- Student of the Year 2, regia di Punit Malhotra (2019)
- Pati Patni Aur Woh, regia di Mudassar Aziz (2019)
- Khaali Peeli, regia di Maqbool Khan (2020)
- Gehraiyaan, regia di Shakun Batra (2022)
- Liger, regia di Puri Jagannadh (2022)
- Rocky aur Rānī kī prem kahānī, regia di Karan Johar (2023)
- Dream Girl 2, regia di Raaj Shaandilyaa (2023)
- Kho Gaye Hum Kahan, regia di Arjun Varain Singh (2023)

### Televisione
- Barsatein – Mausam Pyaar Ka – serie TV, episodi 1x34-1x35 (2023)

## Riconoscimenti
- Filmfare Awards
  - 2020 – Miglior attrice debuttante per Student of the Year 2 e Pati Patni Aur Woh